# Список персонажей Final Fantasy XVI
Final Fantasy XVI (яп. ファイナルファンタジーXVI файнару фантадзи сиккусутиин) — ролевой экшен 2023 года, разработанный и изданный Square Enix, а также шестнадцатая основная игра серии Final Fantasy. За создание вымышленного мира отвечали: продюсер Наоки Ёсида, руководитель разработки Хироси Такаи, креативный директор и основной сценарист Кадзутоё Маэхиро и арт-директор Хироси Минагава. Дизайн персонажей и призывных монстров айконов придумал Кадзуя Такахаси. Майкл-Кристофер Кодзи Фокс отвечал за локализацию игры и участвовал в написании сценария к ней.

Рекламное изображение за авторством Кадзуи Такахаси, демонстрирующее основных и второстепенных персонажей Final Fantasy XVI. Сверху вниз, слева направо: Бенедикта Харман, Варнава Тармр, Хьюго Купка, Джошуа Розфилд, Торгал, Дион Лесаж, Клайв Розфилд, Сидольфус Теламон и Джилл Уоррик

Сюжет FFXVI посвящён войне за ресурсы между народами изолированной области вымышленного мира под названием Валистия; среди важных участников конфликта — магические существа, известные как айконы, и их человеческие сосуды доминанты. Главный герой — сын герцога Розарии Клайв Розфилд — встаёт на путь мести после того, как его жизнь была разрушена из-за предательства со стороны близкого человека. По мере развития сюжета он подчиняет таинственного айкона Ифрита. Главными спутниками Клайва являются: бывшая принцесса Северных Земель и доминант Шивы Джилл Уоррик, снежный волк Торгал и борец за права носителей и доминант Раму Сидольфус «Сид» Теламон. Немаловажную роль в сюжете играют: младший брат Клайва и доминант Феникса Джошуа Розфилд, ключевая политическая фигура Республики Дальмекия и доминант Титана Хьюго Купка, король Валуда и доминант Одина Варнава Тармр, глава королевских лазутчиков Валуда и доминант Гаруды Бенедикта Харман, а также коронованный принц Священной Империи Сенбрек и доминант Багамута Дион Лесаж.
Разработчики игры хотели рассказать мрачную историю в жанре тёмного фэнтези, посвящённую трагической любви, взаимозависимости добра и зла и столкновению ценностей. Создавая вымышленный мир, Маэхиро отвёл ключевую роль айконам. Команда черпала вдохновение из классического и современного аниме и телесериала «Игра престолов» (2011). Такахаси, который ранее рисовал персонажей в более светлых тонах, изменил свой стиль, чтобы герои вписывались в эстетику мира. Персонажей озвучили актёры европейского происхождения, а не американского. Кроме того, анимация их губ создавалась для английской локализации, которая была записана раньше японской. Критики высоко оценили героев игры и работу их актёров озвучивания, в частности английский голос Клайва. Часть рецензентов была возмущена отсутствием этнического разнообразия в игре и появлением ЛГБТ-персонажа.

## Идея и создание
За создание концепции и сеттинга Final Fantasy XVI отвечали: продюсер Наоки Ёсида, руководитель разработки Хироси Такаи, креативный директор и основной сценарист Кадзутоё Маэхиро и арт-директор Хироси Минагава. Последние игры Final Fantasy создавались в жанре научной фантастики, однако разработчики Final Fantasy XVI решили вернуть серию к её корням — эпическому фэнтези в средневековом мире. Такаи хотел добавить в игру мрачное повествование в духе тёмного фэнтези, с рассмотрением сложных тем. По задумке Ёсиды, игра создавалась не для детей или взрослых, но для «игроков всех поколений». Ко всему прочему, продюсер хотел, чтобы серия отошла от присущих ей стереотипов — художественного стиля, напоминающего аниме, и нацеленности на подростковую аудиторию. При создании сеттинга Маэхиро вдохновлялся древнегреческой мифологией.
В первую очередь создатели решили построить сюжет вокруг айконов — призывных монстров, встречающих во всех играх серии. Маэхиро придумал карту Валистии и определил местоположение айконов и государств в этом вымышленном мире, а затем написал историю Клайва. Отправной точкой повествования стало появление айкона огня, так как разработчики хотели провести параллель с греческими мифами, согласно которым жизнь на Земле зародилась из огня; айконы Феникс и Ифрит задумывались как контрастная пара. Роль кристаллов в сюжете представляла собой аналогию на истощение ископаемого топлива, а доминанты и айконы рассматривались как оружие массового поражения. Слоган игры — «Наследие кристаллов долгое время формировало нашу историю» — не только ставил под сомнение пользу от наделения персонажей игры магическим даром, но и символизировал отход серии от жанра научной фантастики. Изначально Маэхиро не планировал добавлять в игру Чокобо и Муглов, встречающихся во всех играх серии, однако изменил своё решение под давлением других разработчиков.
В основу повествования легли первые сезоны сериала «Игра престолов», а также классическое и современное аниме, так как команда хотела избежать прямых ассоциаций с «Игрой престолов». Сражения айконов создавались по аналогии с масштабными противостояниями в аниме «Ультрамен» (1979) и «Евангелион» (1995). Майкл-Кристофер Кодзи Фокс изучил сценарий Маэхиро и подкорректировал его с учётом своих замечаний и пожеланий. Диалоги Маэхиро написал до прекращения работы над геймдизайном. Несмотря на мрачный тон истории, сценаристы привнесли в неё элементы веселья. Разработчики учли критику в адрес Final Fantasy XV (2016) относительно планировки открытого мира и подачи сюжета. Из-за масштаба игры команда нередко рассматривала возможность вырезать один из двух континентов. Несмотря на то, что, в конечном итоге, разработчики сохранили оба континента во избежание переписывания сюжета, Такаи и Маэхиро назвали работу над ними «настоящим адом». В отличие от предыдущих недавних игр серии Final Fantasy в FFXVI отсутствовал «третичный контент», такой как DLC и книги, вся история была изложена в пределах игры.
Ёсида всегда хотел, чтобы игра была посвящена личной истории Клайва и его взаимоотношениям с жителями воющих государств. Центральной темой истории было столкновение ценностей разных людей, а также выбор каждого о принятии или сопротивлении судьбе. Также команда хотела рассмотреть в повествовании проблемы взаимозависимости и неоднозначности добра и зла, вдохновившись трилогией Кристофера Нолана «Тёмный рыцарь», и любви персонажей к их близким и своему народу. Изначально сюжет был посвящён отмщению Клайва, однако затем акцент сместился в сторону политической борьбы, и, в конечном итоге, с изменением мировосприятия Клайва затронул проблему идентичности жителей Валистии. Создатели намеренно умолчали о судьбе Клайва и Джошуа, последний из которых указан как автор книги «Final Fantasy» в сцене после титров. В ответ на критику отсутствия в FFXVI этнического многообразия, Ёсида сослался на внутриигровой лор, в соответствии с которым Валистия была изолирована от других континентов вымышленного мира; также продюсер отметил, что такое положение дел соотносится с обстановкой в Европе в Средние века. Хотя он предвидел критику по этому поводу, Ёсида считал, что наличие других рас в околосредневековом сеттинге помешает игроку погрузиться в него. Разработчики решили сосредоточиться на раскрытии личностей персонажей и их сюжетных арках, а не на их внешности. По словам Ёсиды, на внутриигровой мир повлияли различные культуры со всего мира.
При создании Валистии команда также вдохновлялась сеттингом «Игры престолов», а Минагава, в частности, — пейзажами Северной Англии, Словении, Ближнего Востока, Африки и вымышленной Далмаски из Final Fantasy XII (2006). Художник Кадзуя Такахаси, который ранее работал над Final Fantasy XIV (2013), придумал айконов и персонажей игры. По словам Минагавы, при доработке арт-дизайна FFXVI команде было трудно добиться соотношения выполненных в светлых тонах иллюстраций Такахаси с тёмным тоном игры. При разработке дизайна монстров и некоторых NPC создатели вдохновлялись персонажами из предыдущих игр серии. Айконы были основаны на известных и популярных призывах из Final Fantasy, при этом ключевая роль отошла Ифриту, который в предыдущих играх серии был базовым призывом для начинающих игроков. Привычные физические характеристики и стиль боя айконов учитывались при разработке дизайна. Почётный художник серии Ёситака Амано придумал логотип игры, изображающий противостояние айконов Ифрита и Феникса.
Сценарий к игре был написан на японском языке, после чего Фокс перевёл его на английский язык; впоследствии оригинальный сценарий корректировался таким образом, чтобы соответствовать локализованной английской версии. Ко всему прочему, внутриигровые ролики также создавались сначала для английской версии; из-за этого в японской версии реплики персонажей не соответствовали движению их губ, несмотря на попытки команды добиться синхронизации. Ёсида не вмешивался в процесс записи не только из-за политики Square Enix, но и из «уважения» к режиссёру озвучивания. Персонажей игры озвучили актёры европейского происхождения, что было нетипично для американского рынка. Жители каждого из регионов обладали акцентом, к примеру, обитатели севера Валистии говорили с акцентом джорди. Процессы озвучивания и захвата движений началась в 2019 году; чтобы сохранить в секрете подробности игры, компания составила разрознённые графики записи и придумала кодовые имена персонажей.

## Главные герои

### Клайв Розфилд
Клайв Розфилд (яп. クライヴ・ロズフィールド Кураиву Розуфирудо) — главный герой и протагонист Final Fantasy XVI. Хотя он и является первенцем герцога Розарии, Клайв не может унаследовать престол из-за того, что не родился доминантом Феникса. Вместо этого он посвятил юность обучению фехтованию и стал Первым Щитом своего младшего брата Джошуа, в теле которого возродился Феникс. Джошуа передал Клайву часть своей силы, благодаря чему тот может использовать огненную магию. В подростковом возрасте он стал свидетелем убийства Джошуа доминантом айкона Ифрита, после чего вступившая в сговор с императором Сенбрек мать Клайва Анабелла предала Розарию и отдала старшего сына в рабство империи. В течение 13 лет Клайв, заклеймённый меткой «носителя», проливает кровь в интересах Сенбрек, но затем дезертирует из армии, чтобы спасти свою подругу детства Джилл, и заключает союз с Сидом Беззаконником. Когда Клайв узнаёт, что является доминантом Ифрита, он присоединяется к делу Сида по уничтожению исходных кристаллов Валистии, желая предотвратить распространение магической чумы «мор». Со смертью Сида Клайв становится приемником Беззаконника и продолжает его миссию совместно с Джилл, с которой у него впоследствии завязываются отношения. По мере развития сюжета выясняется, что Клайв является так называемым «Мифом», потенциальным сосудом для всех айконов, с помощью которого внеземная сущность Ультима планирует возродить свою расу. Тем не менее, Клайв принимает альтернативную судьбу мятежника «Логоса» и уничтожает Ультиму и последний исходный кристалл, в результате чего магия исчезает с земель Валистии.
Дизайн Клайва основан на архетипе принца тьмы. Такахаси изобразил его с характерными розарийскими доспехами и мускулистым телосложением, чтобы он больше походил на героев западных медиа. Изначально у Клайва должны были быть серебристые волосы, однако Такахаси сделал его брюнетом, тем самым отражая тёмный тон игры. Над дизайном Клайва работали две команды — художников и специалистов по компьютерной графике, причём последняя помогла сделать внутриигровую модель героя более реалистичной. Ёсиде нравилось, как звучит его имя, поэтому он остановился на этом варианте. На английском языке Клайва озвучил Бен Старр, а на японском — Юма Утида в юности и Юя Утида в зрелом возрасте. Первоначально Старр проходил прослушивание на роль другого второстепенного персонажа, однако его голос так сильно понравился создателям английской и японской локализаций, что они назначили его на роль Клайва, к которой Старр не был готов; по словам актёра, некоторые эпизоды дались ему с трудом, поскольку на тот момент не было другой версии локализации, на примере которой он мог подобрать нужные тон и эмоции. При создании образа он вдохновлялся персонажем Джастина Теру из сериала «Оставленные» (2014), а самого персонажа он назвал «до абсурдности мужественным» из-за нежелания Клайва плакать.

### Джошуа Розфилд
Джошуа Розфилд (яп. ジョシュア・ロズフィールド Джошуа Розуфирудо) — младший брат Клайва, второй сын герцога Розарии и доминант Феникса. В отличие от Клайва Джошуа был болезненным и мягким ребёнком, не желающим быть доминантом. Когда отец Джошуа погиб у него на глазах, доминант впал в ярость, перевоплотился в Феникса и начал атаковать окружающих без разбора, до тех пор, пока не появился Ифрит, который, по всей видимости, убил Феникса. Тем не менее, айкон залечил раны Джошуа, после чего тот, узнав об Ультиме, посвятил следующие 13 лет своей жизни поискам инопланетного существа, а затем даже заточил его в собственное дело, чтобы спасти Клайва от уготованной ему роли сосуда. В дальнейшем Джошуа заключил союз с Дионом и воссоединился с Клайвом и его союзниками. Получил смертельное ранение во время финальной битвы с Ультимой, когда тот извлёк из тела Джошуа частицу своей сущности, и пожертвовал жизнью, передав Клайву силу Феникса; перед уничтожением последнего исходного кристалла Клайв залечил его раны. В сцене после титров появляется книга под названием «Final Fantasy», автором которой значится Джошуа.
Такахаси изобразил Джошуа таким образом, чтобы у игроков возникло впечатление, что мальчик нуждается в защите. Художник не экспериментировал с дизайном Феникса, поскольку, по его мнению, этот айкон и без того выглядел впечатляюще. На английском языке юного Джошуа озвучил Логан Ханнан, на японском — Нацуми Фудзивара. Джонатан Кейс озвучил взрослого Джошуа на английском языке, а Такэо Оцука — на японском. Актёр, который был примерно одного возраста с Джошуа, сыграл его при помощи захвата движений, однако не смог озвучить персонажа, так как в период записи у него наступило половое созревание и сломался голос. Специалисты по локализации обратили внимание на Ханнана, который озвучил мальчика Хьюго в игре A Plague Tale: Innocence (2019).

### Сидольфус Теламон
Сидольфус Теламон (яп. シドルファス・テラモーン Сидоруфасу Терамон), которого друзья называют просто «Сид» (シド, Сидо) — лидер повстанческой группы в Валистии, члены которой стремятся освободить носителей магии от рабства и жестокого обращения со стороны господ. По прибытии в Валистию в нём пробудилась сила айкона грома Раму. Изначально состоял на службе в королевстве Валуд в должности лорда-командующего, но затем покинул государство из-за разных менталитетов. Узнав, что исходные кристаллы высасывают эфир из Валистии, что приводит к распространению мора, Сид решает уничтожить их; впоследствии заручается поддержкой Клайва и Джилл. В дальнейшем становится известно, что Сид медленно умирает от проклятия окаменения, которое поражает злоупотребляющих магией носителей. После уничтожения исходного кристалла Сенбрека Сид погибает от руки Ультимы, однако успевает передать силу Раму Клайву.
Сидольфус — ещё одно воплощение персонажа Сида, появляющегося во всех играх серии. По словам Ёсиды, Сид фактически заменил Клайву отца. Такахаси намеревался изобразить Сида, как «крутого» пожилого человека. На английском языке Сида озвучил Ральф Айнесон, на японском — Хироси Сирокума. Айнесон, который озвучивался персонажей видеоигр и снимался в сериалах, включая «Игру престолов», быстро записал и отыграл свои сцены, обычно в связке со Старром, и узнал суть сюжета ближе к концу работы.

### Джилл Уоррик
Джилл Уоррик (яп. ジル・ワーリック Джиру Варикку) — главная героиня Final Fantasy XVI. Урождённая принцесса ныне разрушенных Северных земель Джилл выросла вместе с Клайвом и Джошуа в Розарии, куда была перевезена герцогом с целью подавления восстаний на её родине. После нападения Сенбрека оказалась в плену Железного королевства, где впервые высвободила силу айкона льда Шивы; в течение следующих 13 лет поработители использовали её в качестве живого оружия на поле боя. Когда Клайв и Сид освободили её, Джилл присоединилась к их миссии по уничтожению исходных кристаллов; во время разрушения одного из них отомстила религиозному лидеру Железного королевства. После смерти Сида она становится доверенным советником и напарницей Клайва, с которым у неё, в конечном итоге, завязываются отношения.
Такахаси стремился показать Джилл как девушку, которая прошла через тяжёлые жизненные испытания; по этой причине в зрелости у Джилл более серьёзное лицо и жёсткий характер, чем в детстве. Шиву же художник изобразил величественной — с тиарой и развевающимся плащом. На английском языке юную Джилл озвучила Шарлотта Макберни, а взрослую — Сюзанна Филдинг. На японском языке героиню озвучила Мэгуми Хан. Как и Старр, Филдинг не была готова к столь крупной роли, а также к сценам интимного характера между их персонажами. Актрисе понравилось, как сломленная Джилл набирается сил по мере развития сюжета.

### Торгал
Торгал (яп. トルガル Торугару) — ручной волк Клайва. Отец Клайва спас его в Северных землях, когда тот, ещё будучи щенком, отбился от стаи, и перевёз в Розарию. Торгал пережил сражения огненных айконов и был найден Сидом, который обучал его охоте в течение следующих 13 лет. В дальнейшем Торгал воссоединяется с Клайвом и Джилл и становится их постоянным спутником. Во время спасения Джилл от казни проявил способность проводить магию через своё тело. Торгал оказался редким снежным волком, потомком компаньона древнего доминанта Шивы королевских кровей, который обладал способностью поглощать эфир и выосвобождать его.
На раннем этапе разработки FFXVI Такахаси поручил указание взять за основу Торгала «японскую собаку». Тем не менее, в этом случае он не походил на боевого товарища, поэтому художник сделал его похожим на волка. Такахаси не ожидал, что щенок Торгал получится «таким симпатичным».

## Второстепенные персонажи

### Дион Лесаж
Дион Лесаж (яп. ディオン・ルサージュ Дион Русадзю) — коронованный принц империи Сенбрек и доминант Багамута, айкона света. Дион возглавляет элитное подразделение солдат-драгунов и лично принимает участие в сражениях, за что пользуется любовью и уважением своего народа. Когда Анабелла убеждает императора назначить своим наследником её сына и сводного брата Диона Оливье, Дион устраивает государственный переворот при поддержке Джошуа и возлюбленного Теренция. При попытке убить Оливье он случайно убивает их отца. Воспользовавшись отчаянием Диона находящийся под контролем Ультимы Оливье заставляет его превратиться в Багамута и уничтожить столицу империи. Клайв и Джошуа объединяют усилия против Багамута в битве, которая заносит их в космос, и, в конечном итоге, побеждают его. Дион выживает и в ярости убивает Оливье копьём, чтобы отомстить за своего отца. Затем он решает искупить свои грехи и присоединяется к нападению Клайва и Джошуа на крепость Ультимы «Исток». Там же Дион и погибает, заслонив собой Джошуа от смертельной атаки их врага.
В отличие от Клайва, Дион задумывался как героический принц света. Такахаси осознанно изобразил его похожим на драгуна из более поздних игр серии. Изначально Багамут должен быть гораздо больше, о чём свидетельствуют его большие крылья и длинный хвост. На английском языке Диона озвучил Стюарт Кларк, а на японском — Юити Накамура.

### Ультима
Ультима (яп. アルテマ Арутэма) — главный антагонист игры, как правило действующий через доверенных лиц, таких как Варнава. Представитель древней цивилизации, которая отказалась от своей физической формы после того, как их родину поглотил мор. Они создали исходные кристаллы, чтобы собрать эфир из Валистии для сотворения мощного заклинания воскрешения, и человечество, намереваясь породить «миф» — сосуд, вместивший в себя силы всех айконов. Вопреки замыслу Ультимы люди постепенно начали обретать свободу воли, однако он продолжил манипулировать ими с помощью исходных кристаллов и культа поклонения. Клайв, сам того не ведая, достигает цели Ультимы после уничтожения всех исходных кристаллов и поглощения сил айконов. С уничтожением кристаллов Ультима высвобождает армию безвольных, опороченных эфиров существ под названием акаши и возводит крепость «Исток», чтобы подготовить заклинание воскрешения. В конечном итоге Клайв побеждает и поглощает его, а затем использует полученную силу для уничтожения магии из Валистии, тем самым положив конец распространению мора. На английском языке Ультиму озвучил Гарри Ллойд, а на японском — Мицуру Миямото.

### Варнава Тармр
Варнава Тармр (яп. バルナバス・ザルム Барунабасу Заруму) — король Валида, единственного государства на континенте Эш, и доминант айкона тьмы Одина. Его семья, родом из другой области мира, состояла в культе, члены которого поклонялись Ультиме, и, после того, как его мать была убита обезумевшей толпой, он перебрался в Валистию и установил господство на Эше. Попав под влияние Ультимы, Варнава стал сторонником его плана по уничтожению человечества и превратился в разумного акашу, прожив достаточно долго, чтобы исполнить своё предназначение. Он несколько раз бросает вызов Клайву, чтобы разорвать его узы и превратить в миф. После того, как всё население Эша превращается в безвольных акаш, Варнава сходится с Клайвом в последнем сражении, которое заканчивается для него смертью. Прежде чем исчезнуть, он насильно отдаёт Клайву силу Одина, последнего айкона.
Такахаси создавал Варнаву как «таинственного короля», вдохновляясь Темными рыцарями из более ранних игр серии. По задумке художника, персонаж должен был излучать уверенность, но в то же время таить в себе «пустоту». Один являлся воплощением ужаса и величия, а его голова состояла из шлема и черепа. На английском языке Варнаву озвучил Дэвид Менкин, а на японском — Готаро Цунасима. Ранее Менкин озвучивал Магнус в дополнении к Final Fantasy XIV Shadowbringers, за что, по его собственному мнению, и получил роль Варнавы. Актёр назвал Варнаву одним из самых интересных персонажей, которого ему довелось озвучивать.

### Хьюго Купка
Хьюго Купка (яп. フーゴ・クプカ Фууго Купука) — доминант айкона земли Титана и могущественная политическая фигура Республики Дальмекии. Изначально он был простым солдатом, но, после того, как он стал доминантом, Купка накопил огромное богатство и власть, и стал негласным лидером Дальмекии. Также он завёл роман с Бенедиктой, а после её смерти поклялся отомстить Сиду и его союзникам. Во время битвы с Клайвом Купка потерял руки и силу айкона. В отчаянии, Купка поддался искушениям агента Ультимы и поглотил часть исходного кристалла, приняв чудовищную форму Титана. Тем не менее, Клайв вновь победил его в бою и лишил жизни.
Такахаси изобразил Купку массивным мускулистым воином исходя из просьбы Такаи, который хотел, чтобы обладающие большой физической силой персонажи имели соответствующие габариты. Шипастые ноги Титана олицетворяли безжалостный характер персонажа. Алекс Ланипекун озвучил Купку на английском языке, а Ясухиро Мамия — на японском. Самой интересной частью роли Ланипекун счёл демонстрацию политической и физической силы Хьюго.

### Бенедикта Харман
Бенедикта Харман (яп. ベネディクタ・ハーマン Бенедикта Харман) — лидер королевский лазутчиков Валуда и доминант айкона ветра Гаруды. До того, как она поступила на службу к Варнаве у Бенедикты были непростые времени, проживая которые она стала жестокой и научилась манипулировать людьми. Подразумевается, что у них с Сидом были отношения, которые возникли после того, как тот спас её от работорговцев в прошлом, однако дезертирство возлюбленного положило им конец. В личных целях она завела роман с Хьюго. Когда Клайв забирает её силу, Бенедикта теряет самообладание и, подвергнувшись нападению со стороны бандитов, убивших её солдат, превращается в разъярённую Гаруду. Клайв убивает её в обличии Ифрита.
Такахаси придумывал дизайн Бенедикты параллельно дизайну Гарады, причём последняя была одной из первых созданных им айконов. На английском языке Бенедикту озвучила Нина Индис, а на японском — Акари Хигути. Как и Менкин, Индис ранее озвучивала другого персонажа в дополнении Shadowbringers и ничего не знала о своей роли вплоть до окончания записи.

## Прочие персонажи
- Мидадол Теламон (яп. ミドアドル・テラモーン Мидоадору Терамон) — талантливый инженер и приёмная дочь Сида, которая присоединяется к делу Клайва после того, как Варнава пытается использовать её против главного героя. Она —создатель и пилот корабля «Энтерпрайза», создававшегося с целью пересечения вод между континентами. Кэти Кларксон-Хилл На английском языке Мид озвучила  Кэти Кларксон-Хилл, а Май Ямане — на японском[38][41].
- Элвин Розфилд (яп. エルウィン・ロズフィールド Эрувин Розуфирудо) — эрцгерцог столицы Розалии Розалита и отец Клайва и Джошуа. Он унаследовал трон, несмотря на то, что не был доминантом из-за поздней кончины своего отца. Погибает во время заговора, организованного его женой Анабеллой и императором Сенбрека, на глазах Джошуа, в результате чего последний превращается в Феникса. На английском языке Элвина озвучил Джон Хопкинс[англ.], а на японском — Хироюки Киносита[38][41].
- Анабелла Розфилд (яп. アナベラ・ロズフィールド Анабера Розуфирудо) — герцогиня Розария, вступившая в кузенный брак с Элвином, и мать Клайва и Джошуа. В то время как Анабелла искренне любит младшего сына, она презирает Клайва из-за того, что тот не родился доминантом, а также пренебрежительно относится к Джилл. Чтобы сохранить престиж и могущество своего рода, она заключает союз с Сенбреком и предаёт им Розарию, а Клайва отдаёт в рабство империи. От императора Сильвестра у неё рождается сын Оливье, которого, путём обмана и манипуляций, ей удаётся назначить новым императором, однако Оливье на деле оказывается сосудом Ультимы. После того, как Дион убивает Оливье, она сходит с ума и кончает жизнь самоубийством на глазах оставшихся сыновей. Кристина Коул озвучила Анабеллу на английском языке, а Юрика Хино — на японском[38][41].
- Сильвестр Лесаж (яп. シルヴェストル・ルサージュド Сирувесутору Русадзю) — император Сенбрека и второстепенный антагонист игры. Заключив сделку с Анабеллой, он попадает под влияние Ультимы, который управляет им через Оливье. Это приводит к тому, что Сильвестр начинает военную кампанию, лишает Диона наследства и отрекается от власти в пользу Оливье. Когда Дион пытается убить Оливье, Сильвестр заслоняет его своим телом и погибает. Эндрю Хэвилл озвучил Сильвестра на английском языке, а Кадзухиро Ямадзи — на японском[38][41].

## Восприятие
Каллен Блэк из RPG Site положительно высказался о хорошо прописанных второстепенных персонажах и связанных с ними побочных квестов, а также назвал Сида из FFXVI одной из лучших версий персонажа. Также рецензент провёл аналогию между Final Fantasy XVI и Final Fantasy Tactics (1997), так как обе игры рассматривали вопрос цены очищения разлагающегося мира, и похвалил образ Клайва и его арку персонажа. По мнению Майкла Хайэма из GameSpot, центральной темой повествования стала эволюция Клайва; Хайэму понравилось взаимодействие главного героя с второстепенными персонажами, а также игра актёров озвучивания. В своей рецензии для Video Games Chronicle Джордан Миддлер разделил мнение Хайэма об отличной работе актёров, в частности выделив игру Старра, Филдинг и Айнесона. Адам Бек из Hardcore Gamer посчитал, что история игры была в большей степени посвящена взаимоотношениям между людьми, чем фэнтези, а Митчелл Зальцман из IGN отнёс к достоинствам FFXVI её главного героя и игру актёров озвучивания. В своей рецензии для Destructoid Эрик Ван Аллен похвалил английскую локализацию, в частности «особенно запоминающиеся» озвучки Старра и Айнесона и «хорошую игру» Кларка в роли Диона. С другой стороны, рецензент назвал Final Fantasy XVI местами непоследовательной и сетовал на отстранённости некоторых побочных квестов.
Мойзес Таверас из журнала Paste положительно оценил эволюцию персонажей Клайва и Джилл, а также был тронут теплотой, исходящей от героев мрачного сеттинга; также рецензент оценил переход от борьбы с рабством к масштабному противостоянию с источником магии. Несмотря на то, что Заку Вилкерсону из RPGFan в целом понравились персонажи и их арки, он остался недоволен героинями игры, которых описал, как «слабо проработанных и чересчур зависимых от мужчин». Уэсли ЛеБлан из Game Informer похвалил игру актёров и вторую половину истории FFXVI, в частности романтическую линию; также ЛеБлан указал на «время от времени проскальзывающую связь с „Игрой престолов“». В своей рецензии для Eurogamer Эдвин Эванс-Тирлвелл назвал Клайва «приятным, но в то же время простым по сравнению с другими персонажами», и указал на деконструкцию образа героя через его поступки и их последствия. Джованни Колантонио из Digital Trends остался разочарован как сюжетом в целом, так и арками персонажей, и дал следующий комментарий по этому поводу: «трудно отличить плоских персонажей друг от друга». Несмотря на то, что Гите Джексон из Polygon в целом не понравились сюжет FFXVI и то, как было показано рабство, к числу сильных сторон игры она отнесла отношения Клайва и Джилл, образ Сида и озвучку.
И игроки, и рецензенты обращали внимание на отсутствие этнического многообразия как среди актёров озвучивания, так и в мире самой игры; некоторых из них возмутила позиция Ёсиды по этому поводу. Эванс-Тирлвелл хоть и остался доволен повествованием, но считал, что отсутствие в Final Fantasy XVI представителей друг рас не соотносится с уроком, который предлагает извлечь игра. Позицию Эванса-Тирлвелла разделили ЛеБлан, Джексон и Колантонио. В своей статье для The Verge Эш Пэрриш заявила, что аргументы Ёсиды — про особенности сеттинга и отсутствие этнического многообразия в средневековой Европе — идут в разрез с целью продюсера привлечь к серии Final Fantasy более широкую аудиторию; в качестве аргумента она привела более ранние проекты — FF XII и FF XIV, где в околосреднивиковых мирах обитали представители других рас.
Многие рецензенты положительно высказались о присутствии в игре ЛГБТ-персонажей, а именно Диона и Теренция. Иэну Харрису из GamesRadar+ понравились как явная романтика, так и косвенные диалоги, встречающиеся в игре. Этой же позиции придерживался рецензент Eurogamer Эд Найтингейл, который похвалил прогрессивный подход Square Enix в раскрытии других гендеров и ориентаций в игре. Хотя Кэт Бассел из TechRadar и назвала образ Диона шагом вперёд для франшизы, она посчитала, что его роману с Теренцием не было уделено достаточно времени, особенно по сравнению с отношениями между мужчинами и женщинами в игре; на примере судьбы Диона рецензент заявила о тенденции смерти ЛГБТ-персонажей в современных играх.